# Zawój (heraldyka)

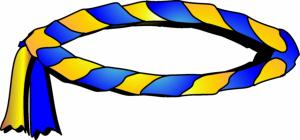
Zawój

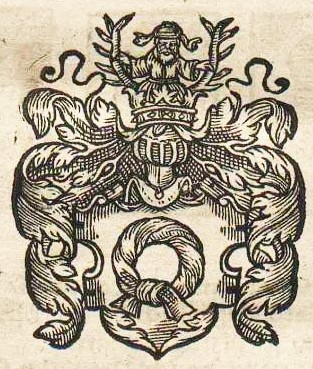
Zawój – (nałęczka), jako godło herbowe

Zawój, czyli tortillon – w heraldyce znajdująca się między hełmem a klejnotem spleciona wstęga. Spełnia on tę samą rolę co korona heraldyczna, czyli służy jako element łączący klejnot z hełmem. Najczęściej jest dwubarwny.
W heraldyce zawój jest wspomnieniem wiązanych na hełmach chust, które będąc zwilżone wodą, służyły do schłodzenia głowy rycerza podczas krucjaty do Ziemi Świętej. Prosty zawój przekształcił się z czasem, dla potrzeb heraldyki, w bogatą ozdobę herbu, zwaną labrami. Barwy zawoju,  nawiązują tam do barw tarczy herbowej oraz godła. W heraldyce brytyjskiej przyjęta jest określona liczba zwojów - widoczne jest sześć, przy czym jako pierwszy powinien występować metal.
W heraldyce polskiej odnajdujemy biały zawój zwany nałęczką, również jako godło herbu szlacheckiego Nałęcz.

## Kilka przykładów zawojów w heraldyce polskiej

Herb Albecki
Herb Allan (Alan)
Herb Alopeus
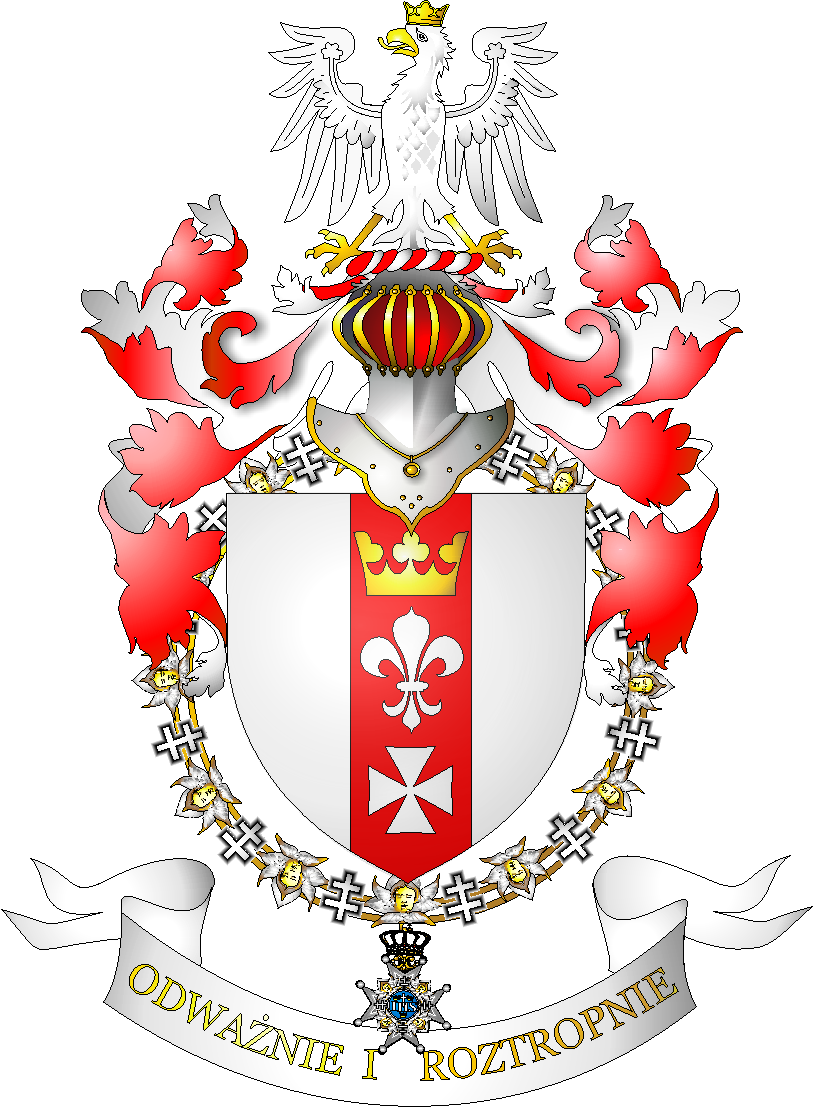
Herb Lecha Wałęsy